# Puig de la Creu Escapçada
El Puig de la Creu Escapçada és una muntanya de 877 metres que es troba al municipi de Sant Mateu de Bages, a la comarca catalana del Bages.